# 태양의 계절 (드라마)
《태양의 계절》은 2019년 6월 3일부터 11월 1일까지 방영된 KBS 2TV 저녁일일드라마이다.

## 방송 시간
| 방송 채널 | 방송 기간                                         | 방송 시간                  | 방송 분량 |
| --------- | ------------------------------------------------- | -------------------------- | --------- |
| KBS 2TV   | 2019년 6월 3일 ~ 2019년 11월 1일 [1회~102회] (본) | 매주 평일 저녁 7:50 ~ 8:30 | 40분      |

## 등장인물

### 주요 인물
- 오창석 : 오태양 / 김유월(장유월) 역 (아역 최승훈) - 수조원대를 굴리는 투자회사 썬홀딩스 대표 → 양지그룹 회장, 정희와 석규의 친아들
- 윤소이 : 윤시월 역 (아역 엄채영) - 유월의 연인, 양지그룹 비서 → 양지그룹 손주 며느리 → 양지패션 본부장
- 최성재 : 최광일 역 (아역 김승한) - 양지그룹 전 부회장, 시월의 전 남편, 태준과 미란의 친아들
- 하시은 : 채덕실 역 - 썬홀딩스 부사장, 태양의 아내, 광일의 이부 여동생

### 양지그룹
- 정한용 : 장월천 역 - 양지그룹 창업주이자 명예회장, 유월(태양)의 외조부
- 최정우 : 최태준 역 - 양지그룹 회장, 장 회장의 맏사위, 광일의 생부, 유월과 광일을 바꿔치기한 장본인
- 이덕희 : 장정희 역 (아역 오세은) - 양지패션 사장, 장 회장의 장녀, 태준의 아내, 유월(태양)의 생모
- 김나운 : 장숙희 역 (아역 조연우) - 장 회장의 차녀, 정희의 이복동생, 유월(태양)의 이복이모
- 유태웅 : 박재용 역 - 장 회장의 둘째 사위, 숙희의 남편, 유월(태양)의 이복이모부
- 지찬 : 박민재 역 - 장 회장의 둘째 외손자, 숙희와 재용의 아들
- 김주리 : 홍지은 역 - 대송그룹 홍 회장의 딸, 민재의 아내
- 서경화 : 양남경 역 - 장 회장 댁의 왕 집사'
- 최승훈 : 최지민 / 김지민(장지민) 역 (아역 조연호) - 유월과 시월의 친아들, 광일의 가짜 아들
- 박재준 : 박지욱 역 - 민재와 지은의 아들

### 오태양의 주변 인물
- 황범식 : 황재복 역 - 사채업자, 명동의 큰손
- 이상숙 : 임미란 역 - 덕실의 어머니, 태준의 옛 연인, 광일의 생모
- 이수용 : 곽기준 역 - 썬홀딩스 창업 멤버 → 양지그룹 비서 실장, 유월의 친구이자 조력자
- 김시우 : 오샛별 역 - 태양과 덕실의 딸,지민의 이복동생

### 그 외 인물
- 김현균 : 정도인 역 - 명리, 관상, 풍수에 두루 능한 도인
- 윤인조 : 진정해 역 - 양지패션 팀장, 시월의 선배
- 남이안 : 김유진 역 - 지은의 친구, 광일의 맞선녀
- 유혜민 : 경자 역
- 이하영 : 경희 역
- 이주영 : 경숙 역
- 이예린 : 미란 역
- 전은미 : 매장 손님 역
- 강서란 : 카페 직원 역
- 나서경 : 비서 역
- 차소윤 : 사회자 역
- 박재희 : 연구원 역
- 안혜원 : 매장 직원 역
- 김지완
- 성현미
- 이창
- 정두겸
- 최소현
- 황보권
- 윤지용
- 전슬아
- 윤성훈
- 김건

### 특별 출연
- 지일주 : 젊은 시절 최태준 역
- 손성윤 : 젊은 시절 장정희 역

## 시청률
최저 시청률과 최고 시청률은 시청률 조사회사와 지역별로 시청률에 차이가 있을 수 있습니다.
| 2019년  | 2019년    | 2019년         | 2019년         | 2019년       |
| 회차    | 방송일    | TNmS 시청률    | AGB 시청률     | AGB 시청률   |
| 회차    | 방송일    | 대한민국(전국) | 대한민국(전국) | 서울(수도권) |
| ------- | --------- | -------------- | -------------- | ------------ |
| 제1회   | 6월 3일   | 13.9%          | 10.4%          | 9.9%         |
| 제2회   | 6월 4일   | 12.9%          | 10.1%          | 8.8%         |
| 제3회   | 6월 5일   | 12.5%          | 9.5%           | 8.7%         |
| 제4회   | 6월 6일   | 13.6%          | 10.5%          | 9.2%         |
| 제5회   | 6월 7일   | 12.7%          | 8.8%           | 7.1%         |
| 제6회   | 6월 10일  | 13.2%          | 10.4%          | 9.3%         |
| 제7회   | 6월 12일  | 13.2%          | 10.1%          | 8.7%         |
| 제8회   | 6월 13일  | 14.3%          | 9.6%           | 8.6%         |
| 제9회   | 6월 14일  | 14.8%          | 11.0%          | 9.8%         |
| 제10회  | 6월 17일  | 13.5%          | 10.6%          | 9.3%         |
| 제11회  | 6월 18일  | 16.0%          | 11.9%          | 11.1%        |
| 제12회  | 6월 19일  | 14.2%          | 10.5%          | 8.8%         |
| 제13회  | 6월 20일  | 14.5%          | 10.6%          | 9.5%         |
| 제14회  | 6월 21일  | 14.3%          | 9.8%           | 8.2%         |
| 제15회  | 6월 24일  | 14.9%          | 10.8%          | 9.0%         |
| 제16회  | 6월 25일  | 13.5%          | 11.3%          | 10.3%        |
| 제17회  | 6월 26일  | 15.1%          | 11.3%          | 9.7%         |
| 제18회  | 6월 27일  | 14.3%          | 11.1%          | 10.1%        |
| 제19회  | 6월 28일  | 14.5%          | 10.7%          | 9.4%         |
| 제20회  | 7월 1일   | 13.5%          | 11.4%          | 10.4%        |
| 제21회  | 7월 2일   | 13.8%          | 11.3%          | 9.9%         |
| 제22회  | 7월 3일   | 14.4%          | 11.0%          | 9.7%         |
| 제23회  | 7월 4일   | 13.7%          | 10.4%          | 9.4%         |
| 제24회  | 7월 5일   | 12.4%          | 9.9%           | 9.0%         |
| 제25회  | 7월 8일   | 13.6%          | 11.0%          | 9.5%         |
| 제26회  | 7월 9일   | 13.4%          | 11.0%          | 10.2%        |
| 제27회  | 7월 10일  | 14.8%          | 10.7%          | 9.4%         |
| 제28회  | 7월 11일  | 13.9%          | 10.5%          | 9.9%         |
| 제29회  | 7월 12일  | 12.8%          | 10.8%          | 9.4%         |
| 제30회  | 7월 15일  | 14.0%          | 11.7%          | 10.8%        |
| 제31회  | 7월 16일  | 14.4%          | 11.4%          | 10.7%        |
| 제32회  | 7월 17일  | 14.2%          | 10.9%          | 10.4%        |
| 제33회  | 7월 18일  | 13.0%          | 10.6%          | 9.4%         |
| 제34회  | 7월 19일  | 14.2%          | 10.6%          | 9.0%         |
| 제35회  | 7월 22일  | 13.6%          | 10.6%          | 10.0%        |
| 제36회  | 7월 23일  | 13.9%          | 10.9%          | 10.0%        |
| 제37회  | 7월 24일  | 14.4%          | 11.1%          | 10.1%        |
| 제38회  | 7월 25일  | 14.8%          | 11.8%          | 11.1%        |
| 제39회  | 7월 29일  | 14.2%          | 10.6%          | 9.2%         |
| 제40회  | 7월 30일  | 14.0%          | 11.7%          | 10.9%        |
| 제41회  | 7월 31일  | 13.7%          | 11.5%          | 10.7%        |
| 제42회  | 8월 1일   | 13.9%          | 10.4%          | 9.1%         |
| 제43회  | 8월 2일   | 12.5%          | 10.2%          | 9.5%         |
| 제44회  | 8월 5일   | 14.0%          | 10.6%          | 9.6%         |
| 제45회  | 8월 6일   | 14.9%          | 11.7%          | 10.2%        |
| 제46회  | 8월 7일   | 14.2%          | 11.4%          | 10.0%        |
| 제47회  | 8월 8일   | 15.3%          | 11.9%          | 10.7%        |
| 제48회  | 8월 9일   | 13.3%          | 11.8%          | 10.7%        |
| 제49회  | 8월 12일  | 14.3%          | 11.6%          | 10.6%        |
| 제50회  | 8월 13일  | 14.9%          | 11.6%          | 10.2%        |
| 제51회  | 8월 14일  | 13.5%          | 12.2%          | 11.3%        |
| 제52회  | 8월 15일  | 14.0%          | 11.8%          | 10.8%        |
| 제53회  | 8월 16일  | 13.8%          | 12.6%          | 11.1%        |
| 제54회  | 8월 19일  | 15.0%          | 12.6%          | 11.0%        |
| 제55회  | 8월 20일  | 16.5%          | 12.6%          | 11.4%        |
| 제56회  | 8월 21일  | 16.1%          | 13.6%          | 12.1%        |
| 제57회  | 8월 22일  | 16.2%          | 12.2%          | 10.3%        |
| 제58회  | 8월 23일  | 15.7%          | 13.1%          | 11.3%        |
| 제59회  | 8월 26일  | 16.8%          | 13.6%          | 11.8%        |
| 제60회  | 8월 27일  | 17.2%          | 13.8%          | 11.7%        |
| 제61회  | 8월 28일  | 16.8%          | 13.3%          | 11.0%        |
| 제62회  | 8월 29일  | 17.2%          | 14.5%          | 13.1%        |
| 제63회  | 8월 30일  | 17.0%          | 13.5%          | 11.7%        |
| 제64회  | 9월 2일   | 16.8%          | 14.8%          | 13.0%        |
| 제65회  | 9월 3일   | 18.6%          | 14.5%          | 12.5%        |
| 제66회  | 9월 4일   | 18.0%          | 15.0%          | 13.1%        |
| 제67회  | 9월 5일   | 18.1%          | 14.8%          | 13.3%        |
| 제68회  | 9월 9일   | 17.8%          | 14.3%          | 12.2%        |
| 제69회  | 9월 10일  | 17.5%          | 14.4%          | 12.9%        |
| 제70회  | 9월 11일  | 17.2%          | 13.6%          | 11.0%        |
| 제71회  | 9월 16일  | 17.7%          | 14.6%          | 13.0%        |
| 제72회  | 9월 17일  | 19.1%          | 14.7%          | 13.0%        |
| 제73회  | 9월 18일  | 18.0%          | 14.5%          | 12.6%        |
| 제74회  | 9월 19일  | 18.2%          | 14.4%          | 12.5%        |
| 제75회  | 9월 20일  | 17.9%          | 14.2%          | 12.7%        |
| 제76회  | 9월 23일  | 18.1%          | 14.5%          | 12.5%        |
| 제77회  | 9월 24일  | 18.3%          | 15.6%          | 13.4%        |
| 제78회  | 9월 25일  | 18.5%          | 14.4%          | 12.3%        |
| 제79회  | 9월 26일  | 18.3%          | 14.7%          | 12.7%        |
| 제80회  | 9월 27일  | 19.4%          | 14.3%          | 11.8%        |
| 제81회  | 9월 30일  | 17.7%          | 15.6%          | 13.2%        |
| 제82회  | 10월 1일  | 18.6%          | 15.6%          | 13.0%        |
| 제83회  | 10월 2일  | 19.5%          | 17.3%          | 15.1%        |
| 제84회  | 10월 3일  | 19.4%          | 16.2%          | 14.7%        |
| 제85회  | 10월 4일  | 18.2%          | 15.3%          | 13.2%        |
| 제86회  | 10월 7일  | 18.8%          | 15.6%          | 13.6%        |
| 제87회  | 10월 8일  | 18.8%          | 14.9%          | 13.3%        |
| 제88회  | 10월 9일  | 19.5%          | 15.3%          | 14.9%        |
| 제89회  | 10월 10일 | 18.6%          | 15.1%          | 15.2%        |
| 제90회  | 10월 11일 | 19.0%          | 14.7%          | 13.0%        |
| 제91회  | 10월 15일 | 17.3%          | 15.1%          | 12.6%        |
| 제92회  | 10월 16일 | 18.9%          | 15.2%          | 13.4%        |
| 제93회  | 10월 17일 | 18.0%          | 14.7%          | 12.2%        |
| 제94회  | 10월 18일 | 18.7%          | 15.5%          | 13.8%        |
| 제95회  | 10월 21일 | 19.8%          | 15.2%          | 12.9%        |
| 제96회  | 10월 23일 | 18.6%          | 14.4%          | 12.1%        |
| 제97회  | 10월 24일 | 18.3%          | 14.5%          | 12.5%        |
| 제98회  | 10월 25일 | 18.5%          | 15.6%          | 13.7%        |
| 제99회  | 10월 28일 | 17.6%          | 14.2%          | 12.2%        |
| 제100회 | 10월 29일 | 19.5%          | 15.3%          | 13.3%        |
| 제101회 | 10월 31일 | 17.8%          | 14.1%          | 11.6%        |
| 제102회 | 11월 1일  | 17.9%          | 14.6%          | 12.2%        |

## 결방 사유 및 연장
- 2019년 6월 11일 : KBS 스포츠 2019 대한민국 축구 국가대표 평가전 《대한민국 VS 이란》 중계방송 편성으로 인한 결방.
- 2019년 7월 26일 : 유벤투스 FC 초청 축구 친선경기 《팀 K리그 VS 유벤투스 FC (서울)》 중계방송 편성으로 인한 결방.
- 2019년 9월 6일 : 《조국 법무부장관 후보자 인사청문회》 중계방송으로 인한 대체편성과 특선영화 《나의 사랑 나의 신부》 특별편성으로 인한 결방.
- 2019년 9월 12일 : 추석 특선 대작 《닥터 스트레인지》 편성으로 인한 결방.
- 2019년 9월 13일 : 추석 특선 대작 《공작》 편성으로 인한 결방.
- 2019년 10월 14일 : KBS 스포츠 2019년 KBO 리그 플레이오프 1차전 키움 히어로즈 VS SK 와이번스 중계방송 편성으로 인한 결방.
- 2019년 10월 22일 : KBS 스포츠 2019년 한국시리즈 1차전 키움 히어로즈 VS 두산 베어스 중계방송 편성으로 인한 결방.
- 2019년 10월 30일 : 《강력추천 배틀트립》 대체편성으로 인한 결방.
- 태양의 계절 방영 분량이 100부작에서 2회 연장되어 102부작으로 변경 및 확정되었다.

## 경쟁 프로그램
- MBC 일일드라마

《용왕님 보우하사》 (2019년 1월 14일 ~ 2019년 7월 12일)
- KBS 1TV 저녁일일극

《여름아 부탁해》 (2019년 4월 29일 ~ 2019년 10월 25일)
《꽃길만 걸어요》 (2019년 10월 28일 ~ 2020년 4월 17일)

## 수상 내역
- 제27회 대한민국 문화연예대상 드라마부문 여자 최우수연기상 윤소이

## OST
- Part.1 : 전상근 - 전하지 못할 말 2019.07.12 발매
- Part.2 : 태사비애 - 단 하나의 사랑 2019.07.19 발매
- Part.3 : 영지 - 저주받은 사랑 2019.07.26 발매
- Part.4 : 지인 (걸스데이) - 멋대로 사랑만 주고 2019.08.02 발매
- Part.5 : 황가람 - 사랑 웃기지마 2019.08.09 발매
- Part.6 : 조문근 - HOME 2019.08.16 발매
- Part.7 : 제이세라 - 나보다 사랑한 너에게 2019.08.23 발매
- Part.8 : 김기태 - 부탁이야 2019.08.30 발매
- Part.9 : 가을로 가는 기차 - 내 맘속에 그대가 2019.09.06 발매
- Part.10 : 란 - 우습게 봤던 이별 2019.09.13 발매
- Part.11 : 더 데이지 - 널 사랑한다는 말도 못하고 2019.09.15 발매
- Part.12 : 한살차이 - without you 2019.09.20 발매
- Part.13 : 모닝커피 - 결국 2019.09.27 발매
- Part.14 : 안예슬 - 고백 2019.10.06 발매
- Part.15 : 지세희 - 어쩌다가 2019.10.09 발매
- Part.16 : 리디아 - 다행이죠 그대와 사랑할 수 있으니까 2019.10.11 발매
- Part.17 : 캔도 - 사랑은 쉽더라 2019.10.18 발매
- Part.18 : 앵지 - 내 사랑 내 사랑 2019.10.26 발매
- Part.19 : 비비안 - 그댈 불러봅니다 2019.10.27 발매

## 참고 사항
- 간접광고주 상품인 지압침대 판매 매장을 주요 배경으로 활용, 대사를 통해 특징을 부각하고 시현장면을 구체적으로 노출해 극의 흐름을 방해하는 내용을 내보내[2] 주의를 받았다.
- 윤소이는 《천상여자》 이후 5년 만에 KBS 2TV 일일 드라마의 여주인공으로 출연한다.
- 정한용은 《내 남자의 비밀》 이후 1년 4개월 만에 KBS 2TV 일일 드라마에 복귀하며, 《다시, 첫사랑》, 《내 남자의 비밀》에 이어 세 번째로 KBS 2TV 일일 드라마에 출연한다.

## 같이 보기
- 대한민국의 텔레비전 드라마 목록 (ㅌ)
- 2019년 대한민국의 텔레비전 드라마 목록